# Kazem Kazemi

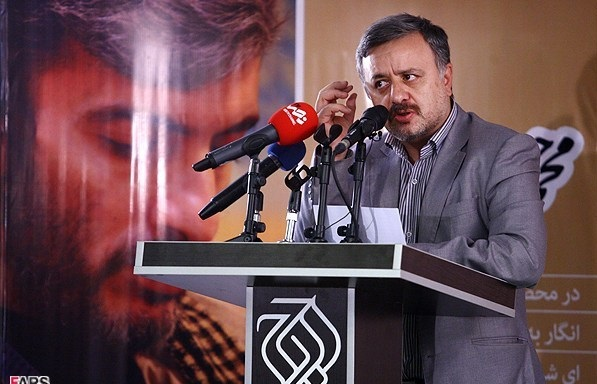
Kazem Kazemi

Mohammad Kazem Kazemi (persisch محمد کاظم کاظمی, DMG Muḥammad Kāẓim Kāẓimī; * 10. Januar 1968 in Herat, Afghanistan) ist ein afghanischer Dichter, Schriftsteller, Literaturkritiker und ausgebildeter Bauingenieur. Kazemi ist Vorstandsmitglied der Zeitschriften Dorr-e Dari (persisch در دری, ‚Perle des Dari‘) und Khat-te-Sevom (persisch خط سوم, ‚Die dritte Schrift‘) und gilt als einer der bedeutendsten persischsprachigen Dichter der Gegenwart. Im Jahr 1991 wurde er durch sein ikonisches Gedicht „Die Rückkehr“ national und international bekannt.
Seitdem hat er zahlreiche Bücher über Afghanistan und afghanische Dichter und Schriftsteller geschrieben. Kazemi lebt zurzeit in Maschhad in Iran.

## Leben

### Herkunft und Familie
Kazem Kazemi wurde am 10. Januar 1968 in Herat als Sohn eines sozial und politisch aktiven muslimischen Geschäftsmannes geboren. Sein Großvater, Hāddsch Mohammad Kazem, war ebenfalls Dichter und Schriftsteller.

### Kindheit und Jugend
Kazemi verbrachte seine Kindheit in Herat in sehr einfachen Verhältnissen. Im Jahr 1975 zog er, aufgrund der immer instabiler gewordenen politischen Situation in Herat, nach Kabul und ging dort weiter zur Schule. Im Jahr 1984 verließ er Afghanistan und emigrierte in die Islamische Republik Iran. So wollte er einem Wehrdienst und damit einem Einsatz gegen die Aufständischen während des Sowjetisch-Afghanischen Kriegs entgehen.

### Ausbildung und Anfang der literarischen Karriere
In den Jahren 1984–1987 besuchte er das Gymnasium in Maschhad. Danach studierte er von 1987 bis 1991 an der Firdausi-Universität Maschhad Bauingenieurwesen. Nach dem Studium hat er allerdings nie als Bauingenieur gearbeitet. Während seiner Studienzeit kam Kazemi mit einigen berühmten iranischen Dichtern in Kontakt, die ihn in seiner späteren Karriere als Dichter und Schriftsteller inspirierten. Obwohl Kazemi schon als Kind lyrische Texte geschrieben hatte und sein erstes komplettes und professionelles Gedicht im Alter von vierzehn Jahren verfasste, war es auf literarischen und Poesieveranstaltungen im Iran, wo er auf Werke von bekannten Dichtern, wie die von Abdul Qader Bedil, Khalilullah Khalili und Ali Moalem Damghani, aufmerksam wurde. Diese Dichter hinterließen in den Werken von Kazemi prägende Einflüsse.

## Lyrik
Einige Gedichte Kazemis erschienen in Schulbüchern. Mit dem Gedicht Baazgascht (persisch بازگشت, ‚Die Rückkehr‘), das Kazemi im Jahre 1991 schrieb, erreichte er nationale und internationale Bekanntheit. „Die Rückkehr“, welches von der Rückkehr eines afghanischen Immigranten nach Afghanistan erzählt, gilt als eines der bedeutendsten und ikonischsten Gedichte der gegenwärtigen persischen Poesie. Die starken, aber teilweise auch ironischen Metaphern in dem Gedicht, mit denen Kazemi das Leid der afghanischen Immigranten im Iran, aber auch die kulturellen und religiösen Gemeinsamkeiten der beiden Nationen schildert, machen das Gedicht zur Ikone einer ganzen Kriegsgeneration. Kazemi fängt das Gedicht mit den folgenden vier Versen an (Übersetzung von Ebrahim Fazly):
Bei der Dämmerung, wenn der Atem der Straße noch warm ist, werde ich gehen

Zu Fuß kam ich hierher und zu Fuß werde ich gehen

Der Bann meiner Verbannung wird heute Abend gebrochen

und das Sofra, welches leer war, wird eingewickelt werden.
In seinem literarischen und poetischen Stil ist Kazemi von Dichtern und Schriftstellern wie Bidil, Khalilullah Khalili und Ali Moalem Damghani beeinflusst. In einem Interview mit einer iranischen Website sagte er einmal, er könne 3000 Verse aus Bidils Gedichten auswendig aufsagen. Andere berühmte Gedichte Kazemis sind  „Masnavi-e-Kufran“ (persisch مثنویِ کفران, ‚Obszönität‘), „Shatranj“ (persisch شطرنج, ‚Schach‘) und „Shab Hamchenan Siyah ast“ (persisch شب همچنان سیاه است, ‚Die Nacht bleibt Schwarz‘).

## Andere literarische Werke
Kazemi beschäftigte sich sehr intensiv mit afghanischer oder im Allgemeinen persischer Literatur und hat in diesem Bereich bisher zahlreiche Kritiken in Büchern und Artikeln verfasst. Zudem hat er das Buch Rosaneh (persisch روزنه, ‚Fenster‘), von dem die vierte Auflage im Frühjahr 2012 herausgegeben wurde, als Poesiefachbuch geschrieben. In dem im Jahr 2003 veröffentlichten Buch Ham-Sobani, Bi-Sobani (persisch همزبانی ، بی‌زبانی, ‚Eine Sprache, Nicht eine Sprache‘) betreibt Kazemi ethnolinguistische Forschung an der persischen Sprache und untersuchte dabei die Sprache in den drei persischsprachigen Ländern Afghanistan, Iran und Tadschikistan.

## Kritiken
Kazemi und seine Werke wurden bei Kritiken überwiegend positiv aufgenommen. Viele Kritiker lobten seine Werke und seine ehrgeizigen Bestrebungen den Iranern, aber auch dem internationalen Leserkreis im Allgemeinen, die afghanische Literatur näherzubringen. Kazemis Umgang mit den Politikern im Iran wurde aber von einigen Kreisen in Afghanistan und in der Diaspora lebenden Iranern kritisch beurteilt. Ebenso sind die Gedichte, die er Ruhollah Chomeini widmete, in einigen afghanischen Kreisen negativ aufgenommen worden. Seine Teilnahme an einer von Ali Chamene’i veranstalteten Poesierunde war ebenso in einigen Kreisen sehr umstritten.

## Werke
- Poesie des Widerstands in Afghanistan  (persisch شعر مقاومت در افغانستان), 1991
- Persische Poesie (persisch شعر پارسی), 1. Auflage, 2000
- Eine Sprache, Nicht eine Sprache (persisch همزبانی و بی‌زبانی), 1. Auflage, 2003
- Der Schlüssel einer geöffneten Tür (persisch کلیدِ در باز), 1. Auflage, 2008
- Obszönität, (persisch کفران), 2. Auflage, 2009
- Ausgewählte Ghasals von Bidel (persisch گزیدهء غزل‌های بیدل), 2. Auflage, 2009
- Zu Fuß kam ich hierher (persisch پیاده آمده بودم), 3. Auflage, 2009
- Die Süße Persische Sprache(persisch قند پارسی), 1. Auflage, 2010
- Beobachtung des Morgens (persisch رصد صبح), 2. Auflage, 2011
- Geschichte der Steine und der Ziegel (persisch قصه سنگ و خشت), 6. Auflage, 2011
- Fenster (persisch روزنه), 4. Auflage, 2012